# 사이보그 아담
《사이보그 아담》(Uncanny)은 미국에서 제작된 매튜 루트위러 감독의 2015년 SF, 스릴러 영화이다. 마크 웨버 등이 주연으로 출연하였다.

## 출연

### 주연
- 마크 웨버
- 루시 그리피스
- 데이빗 클레이턴 로저스
- 레인 윌슨

## 개봉
《사이보드 아담》은 샌타바버라 국제 영화제에서 초연되었으며
2015 에든버러 국제 영화제에서 국제적으로 초연되었다.